# Iridinea
Iridinea — рід грибів. Назва вперше опублікована 1934 року.